# Протекторат Кромвеля
Протекторат Кромвеля — заключительный этап Английской революции, охватывающий период 1653—1660 годов. Правителем (лордом-протектором) Англии, Шотландии и Ирландии в начале этого периода был Оливер Кромвель; после его смерти (1658) в течение года правил его сын Ричард.

## Предыстория
26 января 1649 года Карл I, король Англии, Шотландии и Ирландии, был приговорён к смерти и вскоре казнён за «преступные действия против английского парламента и народа». 17 марта английский парламент объявил об упразднении английской монархии как «ненужной, обременительной и опасной для блага народа», а 19 мая был принят «Акт об объявлении Англии республикой», где провозглашалось, что страна управляется парламентом, а исполнительная власть принадлежит назначенному парламентом Государственному совету. Однако последовавшие вслед за этим мятежи и войны значительно подняли влияние армейской верхушки во главе с главнокомандующим Оливером Кромвелем, которые опирались на радикальных пуритан-индепендентов.
Сразу после казни короля в Англии начались волнения бедноты (диггеры, левеллеры), жестоко подавленные Кромвелем. Одновременно поднялся мятеж в Ирландии и Шотландии. До конца 1649 года Кромвель проводил безжалостное усмирение Ирландии, из-за которого заслужил среди ирландцев стойкую репутацию кровавого палача. Затем он прибыл в Шотландию, где местный парламент объявил королём принца Карла, сына казнённого короля; шотландские пресвитериане бескомпромиссно противостояли как англиканам, так и индепендентам. Кардинал Мазарини от Франции и Вильгельм II Оранский от Голландии предоставили Карлу значительную денежную и материальную помощь. В 1650 году Карл высадился в Шотландии, но в двух ожесточённых сражениях — битве при Данбаре (1650) и битве при Вустере (1651) — кавалерия Кромвеля разгромила силы роялистов. Впервые в истории английская армия завоевала Шотландию и (в отличие от войны XIV века) смогла удержать завоёванное. На этом гражданская война закончилась, принц Карл бежал во Францию. Кромвель триумфально возвратился в Лондон, ведя за собой многочисленных пленных. Парламент наградил его доходом в 4000 фунтов стерлингов в год и даровал дворец Хэмптон-корт.

## Установление протектората

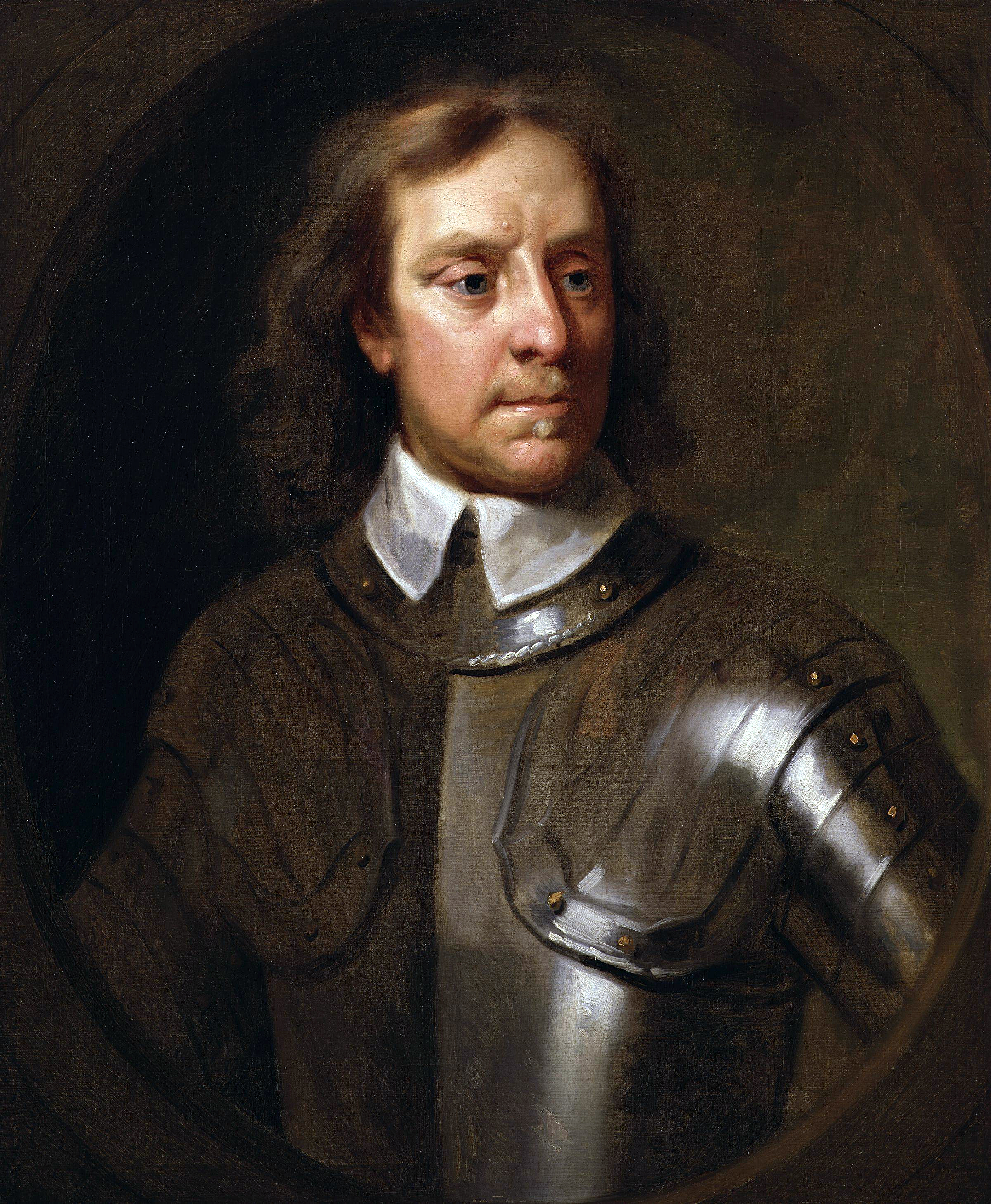
Оливер Кромвель, лорд-протектор

Положение дел в экономике Англии было удручающим. Долгая гражданская война и блокада со стороны европейских монархий привели к резкому подъёму безработицы и обнищанию населения.
В апреле 1653 года члены парламента, не переизбиравшегося с 1640 года, решили сделать своё членство пожизненным. Кромвель с группой мушкетёров явился на заседание, назвал собравшихся пьяницами, развратниками и продажными грешниками, после чего разогнал их со словами: «Я положу конец вашей болтовне». С этого момента он стал править страной единолично. Члены новой палаты общин, образованной в июле 1653 года, были фактически не избраны, а назначены Государственным советом, то есть Кромвелем. Однако новый орган не проявил полной покорности и спустя всего 5 месяцев был распущен.
16 декабря 1653 года новоизбранный парламент принял первую в истории Англии конституцию, получившую название «Орудие управления» (англ. The Instrument of Government). В ней впервые содержалось утверждение, позднее включённое во многие другие республиканские конституции: «Народ, под властью Божьей, является основой всякой истинной власти» (англ. The people are, under God, the original of all just power). Палата лордов упразднялась. Конституция прямо объявила Кромвеля пожизненным «лордом-протектором» (буквально: Верховным защитником) страны, фактически с королевскими полномочиями.
Ранее титул лорда-протектора эпизодически присваивался английским принцам, исполнявшим обязанности регента при малолетстве, серьёзной болезни или длительном отсутствии монарха. Последним носителем этого титула до Кромвеля был Эдуард Сеймур, правивший в период 1547—1549 от имени малолетнего Эдуарда VI.
Был избран новый парламент (сентябрь 1654 года) из 400 депутатов, который просуществовал несколько месяцев и в январе 1655 года за попытку урезать полномочия протектора был распущен. Новый парламент в 1657 году заменил первую конституцию на новую, названную «Смиренной петицией». Парламент предложил Кромвелю титул короля. Кромвель отверг это предложение, но согласился сделать свою власть наследственной. Формально Англия оставалась республикой. По новой конституции Кромвель имел титул «Его Высочество» (англ. His Highness), руководил военными действиями и иностранными делами, назначал и смещал государственных чиновников, подписывал законы, учреждал титулы лордов (которые республика не отменила), имел право назначить своего преемника.
В 1658 году палата лордов была фактически восстановлена (под названием «другая палата», англ. Other House) как надзорный орган для контроля над законодательной деятельностью палаты общин, члены её назначались лично Кромвелем. Реально вторую палату удалось укомплектовать лишь после смерти Оливера Кромвеля, и просуществовала она недолго.

## Политика в период протектората

Символы Протектората (арфа — символ Ирландии)
Герб
Флаг
Штандарт лорда-протектора
Личный герб Оливера Кромвеля

### Внутренняя политика
Шотландия и Ирландия, ранее считавшиеся отдельными государствами с общим королём, были объединены с Английской республикой в «Английское содружество», в 1653 году переименованное в «Содружество Англии, Шотландии и Ирландии». Парламенты Шотландии и Ирландии были упразднены, их депутаты влились в английский парламент, повсюду были введены одинаковые правовые и судебные системы.
Внутренняя политика Кромвеля была жёсткой пуританской диктатурой. Англия и Уэльс были разделены на 11 военных округов, правители которых (генерал-майоры) были непосредственно подчинены Кромвелю и отвечали не только за безопасность и налоги, но и за моральное состояние населения. В инструкции генерал-майорам вменялось в обязанность «содействовать набожности и добродетели», бороться с пьянством, распутством, богохульством, непочитанием дня воскресного и т. п. Были отменены религиозные праздники, прямо не упомянутые в евангелиях, включая даже Рождество. Кромвель ожидал, что праведное поведение англичан даст надежду на постоянное Божье содействие его начинаниям. В 1657 году по настоянию парламента режим военного управления был отменён.
Были запрещены многие виды увеселений (театральные представления, карнавалы, маскарады) и все виды азартных игр, включая популярные в народе петушиные бои и скачки. Таверны, театры и публичные дома подлежали закрытию. Доказанная супружеская измена каралась тюрьмой. Закон 1650 года предполагал в этом случае даже смертную казнь; однако действовал он недолго, казнили четырёх женщин и ни одного мужчины. Детям до 12 лет за сквернословие полагалась порка, богохульство рассматривалось как уголовное преступление.
Постоянно проводилась (малоуспешная) борьба с пьянством, строго соблюдались постные дни. В печати свирепствовала жёсткая цензура, все газеты, кроме двух официальных, были закрыты. За иностранцами учреждался строгий полицейский надзор.
Вместе с тем была отменена смертная казнь за все преступления, кроме убийства и государственной измены, упорядочена плата адвокатам за ведение дел, упрощена судебная процедура, улучшены условия содержания арестантов и душевнобольных. Были смягчены религиозные ущемления (даже для католиков), хотя антитринитарии и другие «еретики» по-прежнему подвергались преследованиям. Впервые была введена государственная (внецерковная) регистрация браков, рождений, смертей и завещаний .
Чтобы пополнить казну, проводилась распродажа земель церкви, короны и видных роялистов. Церковная десятина была сохранена, несмотря на народное недовольство. Для оживления экономики был также де-факто снят принятый ещё в 1290 году запрет на проживание в стране евреев (вероятно, Кромвель оценил еврейский вклад в процветание соседней Голландии). Окончательная отмена запрета состоялась восемь лет спустя, уже после реставрации монархии.

### Внешняя политика
Внешняя политика в период протектората была направлена на укрепление военной и экономической мощи страны и объединение всех протестантских стран Европы под британской эгидой. Английский флот достиг превосходства над прежним морским гегемоном — Испанией, Средиземное море было очищено от пиратов, в Америке была захвачена Ямайка (1654). Стремительно расширялась английская торговля, для которой Кромвель установил максимальные льготы («Навигационный акт»).
Во время своего правления Кромвель заключил мир с Данией, Швецией, Нидерландами, Францией, Португалией, однако Англия была втянута в долгую и разорительную войну с Испанией. Авантюрная попытка отобрать у Испании Вест-Индские острова, для чего были выделены 30 кораблей и 3000 солдат, закончилась полным провалом и гибелью большей части участников экспедиции (1654 год). Некоторым утешением стал перехват британским флотом у Канарских островов испанской эскадры с большим грузом сокровищ (1656).
Государственный долг в 1658 году составил огромную сумму — свыше полутора миллионов фунтов. Экономическое положение населения в целом ухудшилось, армия не получала жалованья, число сторонников восстановления монархии быстро росло.

## Конец протектората

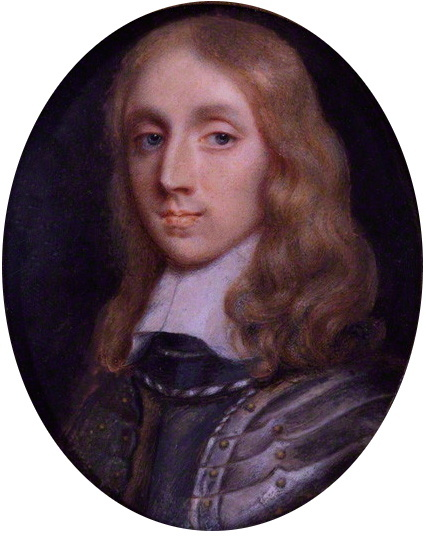
Ричард Кромвель, последний Лорд-протектор Англии

Оливер Кромвель умер в сентябре 1658 года, и пост лорда-протектора перешёл к его сыну Ричарду, который немедленно созвал новый парламент. Депутаты сразу принялись за демонтаж системы протектората, пытаясь восстановить принципы парламентской республики, и в первую очередь — поставить армию под свой контроль. Армия воспротивилась и потребовала от Ричарда распустить парламент; 22 апреля 1659 года Ричард Кромвель был вынужден подчиниться.
Тем не менее демонтаж протектората, у которого больше не было сторонников, продолжался. На место разогнанного парламента был созван Государственный совет из высших генералов и уцелевших депутатов Долгого парламента (избранных до периода протектората). Пост лорда-протектора упразднили, Ричарду Кромвелю и его братьям в качестве компенсации выделили недвижимость, денежный доход и оплатили их долги. Все они больше не принимали участия в политике и после Реставрации не подвергались притеснению.
Тем временем в стране активизировались роялисты, к которым присоединялись пресвитериане, часть депутатов парламента и простонародье, уставшие от гражданских войн, политической борьбы и тоталитарной политики протектората. В августе 1659 года произошёл серьёзный роялистский мятеж, успешно подавленный генералом Джоном Ламбертом. Два месяца спустя войска Ламберта разогнали парламент, однако другие генералы не поддержали его действия.

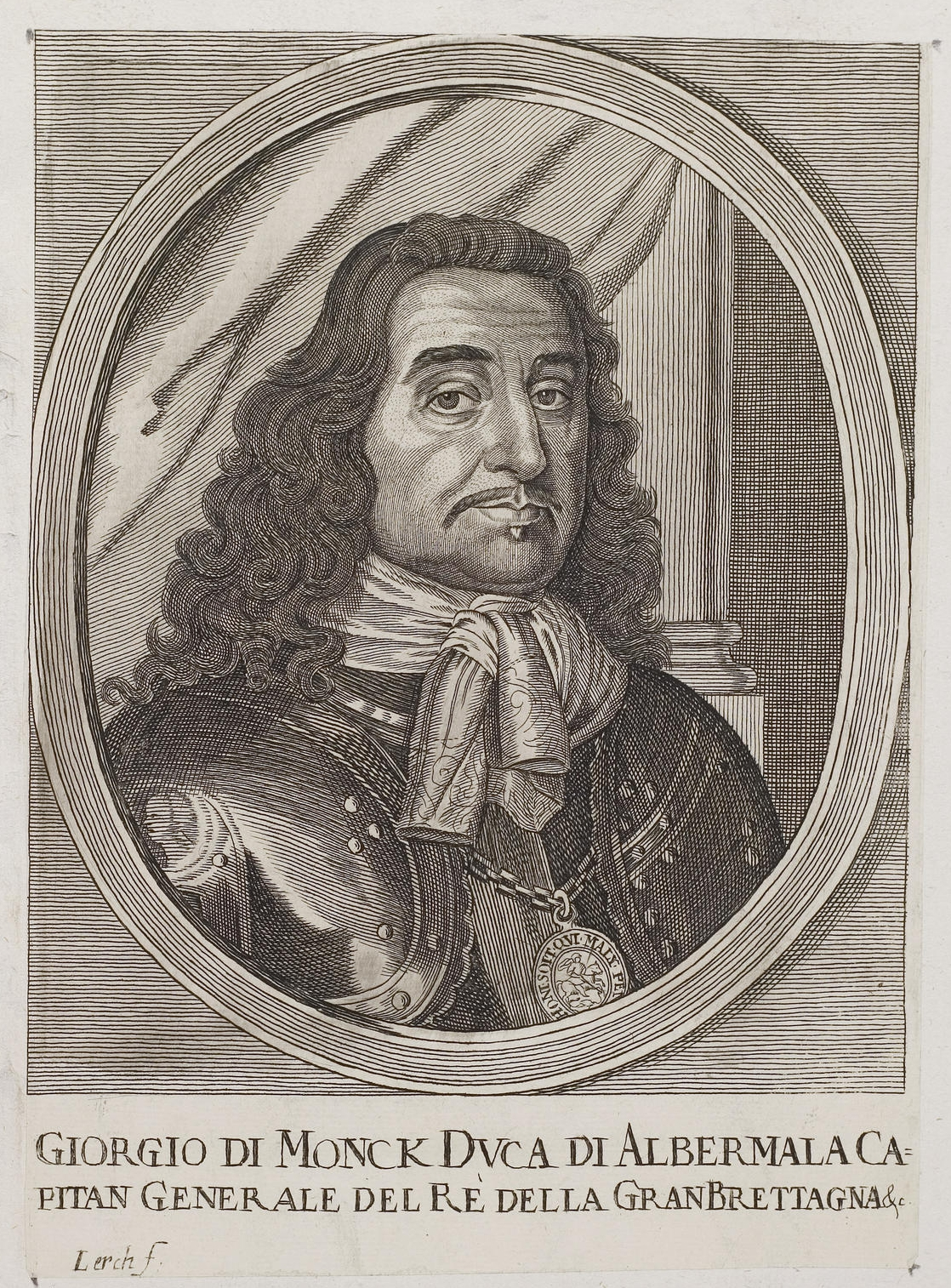
Генерал Джордж Монк

Конфликт разрешился неожиданно. Популярный в армии генерал Джордж Монк, не попавший в правящую военную группу, двинул свои войска из Шотландии на Лондон и в феврале 1660 года совершил государственный переворот. Ламберт был арестован и брошен в Тауэр. Монк был утверждён на посту главнокомандующего вооружёнными силами страны, после чего были назначены выборы нового парламента (март 1660). В новой обстановке значительная часть депутатов выступала за восстановление монархии, и Монк вступил в переговоры с принцем Карлом (через его канцлера Эдуарда Хайда). 25 апреля новоизбранный парламент, в котором пресвитериане и роялисты получили большинство, пригласил Карла занять престол трёх королевств. 29 мая 1660 года, в день своего тридцатилетия, Карл II триумфально вернулся в Лондон и был провозглашён королём.
После Реставрации Англия, Шотландия и Ирландия вновь стали рассматриваться как отдельные государства с общим королём. Англиканская церковь восстановила своё привилегированное положение в Англии (особенно для государственных служащих), а пуританские конфессии подвергались разного рода ущемлениям вплоть до Славной революции 1688 года. Титул «лорда-протектора» в истории Англии и Великобритании более не употреблялся.

## Оценки и память

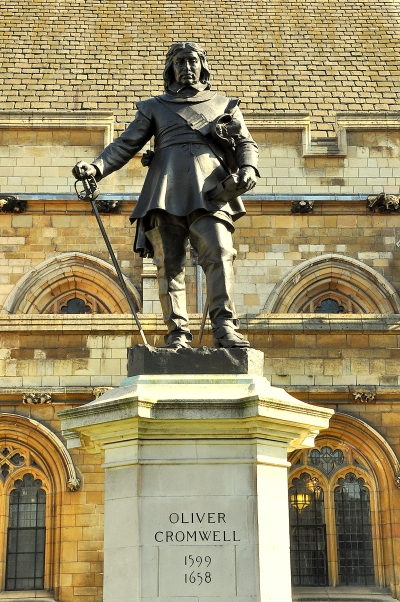
Памятник Оливеру Кромвелю у Вестминстерского дворца, Лондон. Скульптор Х.Торникрофт, 1899

Историки и политики обнаруживают большой разброс мнений в оценке как периода Протектората, так и личности Оливера Кромвеля. Вскоре после восстановления монархии Кромвель и прочие, уже умершие, «цареубийцы» были выкопаны из могил и подвергнуты процедуре «посмертной казни».
В дальнейшем отношение к Кромвелю стало более терпимым. В Великобритании в его честь установлены четыре памятника; первый из них появился в Манчестере близ собора в 1875 году, и это событие вызвало бурные протесты ирландцев. На месте упокоения головы Кромвеля установлена памятная табличка. Имя Кромвеля присвоено различным строениям и местам: мост Кромвеля, замок Кромвеля и т. п.
Уинстон Черчилль, будучи военно-морским министром («первым лордом адмиралтейства»), дважды пытался назвать в честь Кромвеля один из военных кораблей, но король, опасаясь нового ирландского бунта, воспретил такое название. Корабль с таким именем появился только в 1993 году. В 1944 году имя Кромвеля получил английский средний танк, в 1951 году — один из типов английского паровоза.

## Отражение в литературе
Драматические события Английской революции отражены во многих произведениях литературы и искусства, например:
- Оноре де Бальзак, «Кромвель» (1820)
- Виктор Гюго, «Кромвель» (1827)
- Александр Дюма описал (с монархической точки зрения) ход событий в своей знаменитой трилогии о мушкетёрах: казнь Карла I в романе «Двадцать лет спустя» (в одном эпизоде участвует Оливер Кромвель), а реставрацию Карла II — в романе «Виконт де Бражелон, или Десять лет спустя».